# Понгіто бурий
Понгіто бурий (Grallaricula ochraceifrons) — вид горобцеподібних птахів родини Grallariidae.

## Поширення
Ендемік Перу. Мешкає у підліску гірських і карликових лісів на висоті від 1900 до 2400 метрів над рівнем моря.
Вперше птаха виявили у 1976 році і він відомий з трьох локалітетів на східних схилах Анд в провінціях Амазонас і Сан-Мартін на півночі Перу. У районі Гарсія неподалік заповідника Абра-Патрисія у Сан-Мартіні два екземпляри були зібрані в 1976 році, а самиця потрапила в пастку в 1998 році. З того часу район Абра-Патрисія відвідували численні орнітологи, і ще дев'ять зразків було зібрано там у 2002 році. У національному заповіднику Кордильєра-де-Колан в Амазонасі два екземпляри були зібрані в 1976 році. У 2001 році вид зафіксований поблизу Ямбрасбамби в Амазонасі.